# 1819.
◄ | 18. stoljeće | 19. stoljeće | 20. stoljeće | ►
◄ | 1780-ih | 1790-ih | 1800-ih | 1810-ih | 1820-ih | 1830-ih | 1840-ih | ►
◄◄ | ◄ | 1816. | 1817. | 1818. | 1819. | 1820. | 1821. | 1822. | ► | ►►
Arhitektura • Astronomija • Biologija • Glazba • Kazalište • Kemija • Kiparstvo • Knjige • Književnost • Kršćanstvo • Meteorologija • Medicina • Politika • Pravo • Promet • Slikarstvo • Šport • Znanost

## Događaji
- Američki parobrod SS Savannah preplovio Atlantski ocean za 25 dana.
- Guido Thomaz Marlière započinje pacifikaciju plemena Botocudo na gornjem toku rijeke Doce u Brazilu.

## Rođenja
- 7. veljače – Sidonija Erdödy Rubido, hrvatska operna pjevačica († 1883.)
- 18. travnja – Franz von Suppè, austrijski skladatelj († 1895.)
- 1. svibnja – Ivan Trnski, hrvatski književnik († 1910.)
- 24. svibnja – Viktorija, engleska kraljica
- 31. svibnja – Walt Whitman, američki pjesnik († 1892.)
- 10. lipnja – Gustave Courbet, francuski slikar († 1877.)
- 20. lipnja – Jacques Offenbach, njemački skladatelj († 1880.)
- 8. srpnja – Vatroslav Lisinski, hrvatski skladatelj († 1854.)
- 19. srpnja – Gottfried Keller, švicarski književnik († 1890.)
- 1. kolovoza – Herman Melville, američki književnik († 1891.)
- 13. rujna – Clara Schumann, njemačka pijanistica († 1896.)
- 30. prosinca – Theodor Fontane, njemački književnik († 1898.)

## Smrti
- 3. kolovoza – Šimon Knefac, gradišćanskohrvatski pisac (* 1752.)
- 25. kolovoza – James Watt, engleski izumitelj (* 1736.)
- 15. studenog – Daniel Rutherford, škotski kemičar i liječnik (* 1749.)

## Vanjske poveznice
|  | Zajednički poslužitelj ima još gradiva o temi 1819. |